# Your Blue Room
Your Blue Room è la terza traccia dell'album del 1995 Original Soundtracks 1, registrato dagli U2 e da Brian Eno sotto lo pseudonimo di Passengers. La canzone è stata scritta per il film Al di là delle nuvole, diretto da Michelangelo Antonioni e Wim Wenders e sarebbe dovuta essere il secondo singolo estratto dopo Miss Sarajevo, ma le vendite del disco non ebbero il successo sperato tanto che di conseguenza non se ne fece più nulla.

## Formazione
- Bono - voce
- The Edge - organo
- Adam Clayton - chitarra, voce
- Larry Mullen - batteria
- Brian Eno - sintetizzatore, pianoforte

## Curiosità
- Nel 2005, in un'intervista concessa alla rivista Rolling Stone, Bono disse che Your Blue Room è una delle sue canzoni degli U2 preferite.[1]
- Il bassista della band, Adam Clayton recita il verso finale della canzone. L'unica altra performance vocale di Clayton risale al 1983 con Endless Deep, pubblicata come B-side dei singoli Sunday Bloody Sunday e Two Hearts Beat as One.
- Oltre che nell'album Original Soundtracks 1, Your Blue Room compare come B-side del singolo del 1997 Staring at the Sun, e inclusa nel disco di B-sides The Best of 1990-2000, uscito nel 2002.
- Your Blue Room è stata suonata per la prima volta dal vivo il 13 settembre 2009 allo stadio Soldier Field, durante la tappa di Chicago dell'U2 360º Tour.[2]
- Your Blue Room compare anche nell'album dal vivo From the Ground Up - Edge's Picks from U2360°.